# Wereldkampioenschappen beachvolleybal 2009
De wereldkampioenschappen beachvolleybal 2009 werden van 25 juni tot en met 5 juli gehouden in de Noorse stad Stavanger. Het was de zevende editie van het door de FIVB georganiseerde toernooi.

## Opzet en speellocatie
Aan het mannen- en het vrouwentoernooi deden elk 48 teams mee, dus 96 teams in totaal. De 48 teams per toernooi waren in twaalf poules van vier verdeeld waarbij elk team drie wedstrijden speelde. Winst leverde twee punten op en verlies één punt. Deze punten bepaalden de eindstand en in het geval van een gelijke score werd in de eerste plaats naar het onderling resultaat gekeken en vervolgens naar de verhouding tussen gewonnen en verloren sets. De nummers één en twee van elke poule gingen evenals de acht beste nummers drie door naar de zestiende finales. Vanaf de zestiende finales werd via het knockoutsysteem gespeeld. De wedstrijden werden gehouden in het centrum van de stad bij Vågen.

## Medailles

### Medaillewinnaars
| Onderdeel | Goud | Goud                          | Zilver | Zilver                                     | Brons | Brons                                   |
| --------- | ---- | ----------------------------- | ------ | ------------------------------------------ | ----- | --------------------------------------- |
| Mannen    | GER  | Julius Brink Jonas Reckermann | BRA    | Harley Marques Alison Cerutti              | USA   | Todd Rogers Phil Dalhausser             |
| Vrouwen   | USA  | April Ross Jennifer Kessy     | BRA    | Larissa França Juliana Felisberta da Silva | BRA   | Talita Antunes da Rocha Maria Antonelli |

### Medaillespiegel
| Plaats | Land             | Goud | Zilver | Brons | Totaal |
| 1      | Verenigde Staten | 1    | 0      | 1     | 2      |
| 2      | Duitsland        | 1    | 0      | 0     | 1      |
| 3      | Brazilië         | 0    | 2      | 1     | 3      |
| Totaal | Totaal           | 2    | 2      | 2     | 6      |